# Eusebius von Rankweil
Eusebius von Rankweil oder Eusebius vom Viktorsberg (* Anfang des 9. Jahrhunderts in Irland; † 31. Januar 884 in Viktorsberg) war ein irischer Mönch und Einsiedler, dessen Reliquien in St. Gallen verehrt werden.

## Leben
Eusebius kam als irischer Pilger nach St. Gallen, wo er in das dortige Kloster eintrat. Er zog sich später zurück und führte 30 Jahre lang ein Leben als Einsiedler auf dem Vogelsberg – heute Viktorsberg genannt – bei Rankweil. Dabei soll er zu solcher Vervollkommnung gelangt sein, dass ihm seherische und prophetische Gaben zuwuchsen.
Bei dem Chronisten Ratpert von St. Gallen findet sich ein Hinweis, dass Eusebius bei Karl dem Dicken darauf gedrängt hätte, dem Kloster St. Gallen den Vogelsberg zu übereignen, dies ist auch urkundlich belegt. Bei Ekkehard IV. von St. Gallen († nach 1057) gibt es weiterhin eine Notiz, der zufolge Eusebius der Mutter des Iso von St. Gallen vor dessen Geburt prophezeite, ihr Sohn werde als Mönch des Klosters St. Gallen ein berühmter Lehrer werden.
Der Konstanzer Jesuit Daniel Feldner berichtete 1640 die Legende, dass Eusebius an einem Sonntag einen arbeitenden Dorfbewohner tadelte und jener ihm kurzerhand mit der Sichel den Kopf abschlug. Eusebius nahm seinen Kopf in die Hände und ging damit in seine Klause auf dem Viktorsberg zurück, wo er fortan von der örtlichen Bevölkerung verehrt wurde.

## Wirkung
Die Reliquien des Eusebius wurden 1786 nach St. Gallen transloziert, wo sie seitdem ihre Ruhestätte gefunden haben.
Die 1959 errichtete Pfarrkirche in Brederis, einem Ortsteil von Rankweil, steht unter dem Patrozinium von Eusebius.